# あの・・お祭りですケド。
『あの・・お祭りですケド。』（あの おまつりですケド）は、遊助の初のミニアルバム。アルバム作品としては通算4枚目となる。2012年5月30日にソニー・ミュージックレコーズから発売された。
テーマは、「祭り」。

## 解説
表題曲「ヨッシャ来い!」は、札幌大通公園を中心に行われる北海道のイベント『第21回YOSAKOIソーラン祭り』の公式応援歌となっている。
「まつり」は、演歌歌手北島三郎の同名曲のカバー。カバーはこの曲が初となる（後に、ミシェル・テロの「VIVA!Nossa Nossa」をカバーした）。
本作にはまた、自身のヒット曲「ミツバチ」と「雄叫び」を、祭りにちなんだリミックスバージョンで収録している。

## 収録内容

### 通常盤
1. ヨッシャ来い! [4:30]
  - 作詞：遊助、作曲・編曲：鵜島仁文
  - 『第21回 YOSAKOIソーラン祭り』公式応援ソング
2. ヤーレンソーラン [3:08]
  - 作詞：遊助、作曲・編曲：重永亮介
3. まつり [3:01]
  - 作詞：なかにし礼、作曲：原譲二（北島三郎）、編曲：Soulife
  - 北島三郎「まつり」をカバー。
4. ミツバチ（遊心Mix） [4:28]
  - 作詞：遊助、作曲：遊助・N.O.B.B、編曲：N.O.B.B
5. 雄叫び（和心Mix） [4:03]
  - 作詞：遊助、作曲・編曲：木村有希
6. ドラゴン祭 [0:56]
  - 作詞：遊助、作曲：Ansony

### 初回生産限定盤
CD
1. ヨッシャ来い!
2. ヤーレンソーラン
3. まつり
4. ミツバチ(遊心Mix)
5. 雄叫び(和心Mix)

DVD
1. ヨッシャ来い!　特別ライブ映像 in シンガポール